# Callitriche occidentalis
Callitriche occidentalis är en grobladsväxtart som beskrevs av Christoph Friedrich Hegelmaier. Callitriche occidentalis ingår i släktet lånkar, och familjen grobladsväxter. Inga underarter finns listade i Catalogue of Life.